# Aselas camella
Aselas camella is een schietmot uit de familie Sericostomatidae. De soort komt voor in het Afrotropisch gebied.